# Associazione Sportiva Fanfulla 1926-1927
Questa pagina raccoglie le informazioni riguardanti l'Associazione Sportiva Fanfulla nelle competizioni ufficiali della stagione 1926-1927.

## Stagione
Nella stagione 1926-1927 il Fanfulla si è piazzato in quinta posizione con 18 punti in classifica. Il campionato è stato vinto con 26 punti dal Monza davanti alla Canottieri Lecco (24 punti), terzo il Codogno (23), quarto il Crema (22). Dietro al Fanfulla si sono piazzati il Piacenza e la Juventus Italia con 17 punti, l'Abbiategrasso con 12, la Trevigliese (11), ultimo il Gonzaga con 10.

## Rosa
| N. |                   | Ruolo | Calciatore               |
| -- | ----------------- | ----- | ------------------------ |
|    | Italia (bandiera) | P     | Colombo                  |
|    | Italia (bandiera) | P     | Orazio Tavazzi           |
|    | Italia (bandiera) | D     | Ercole Bertolotti        |
|    | Italia (bandiera) | D     | Vittorio Meraldi (I)     |
|    | Italia (bandiera) | D     | Roberto Piontelli        |
|    | Italia (bandiera) | D     | Battista Rovida (I)      |
|    | Italia (bandiera) | D     | Francesco Salvatori (II) |
|    | Italia (bandiera) | D     | Mario Salvatori (I)      |
|    | Italia (bandiera) | D     | Vico Subinaghi (I)       |
|    | Italia (bandiera) | C     | Antonio Dotti            |

| N. |                   | Ruolo | Calciatore                     |
| -- | ----------------- | ----- | ------------------------------ |
|    | Italia (bandiera) | C     | Vittorio Mascaretti (II)(Totu) |
|    | Italia (bandiera) | C     | Gino Uggè                      |
|    | Italia (bandiera) | A     | Mario Bergamaschi (II)(Schin)  |
|    | Italia (bandiera) | A     | Giuseppe Canevara              |
|    | Italia (bandiera) | A     | Pietro Chiesa                  |
|    | Italia (bandiera) | A     | Silvio Corbellini              |
|    | Italia (bandiera) | A     | Angelo Martini                 |
|    | Italia (bandiera) | A     | Silvio Salvatico               |
|    | Italia (bandiera) | A     | Otello Subinaghi (II)          |
|    | Italia (bandiera) | A     | Giordano Valenti               |

Marcatori : Otello Subinaghi 13 reti - Giordano Valenti 9 reti - Bergamaschi, Vico Subinaghi, Martini e Canevara 2 reti - Chiesa, Salvatico, Uggè e Corbellini 1 rete.